# Инпут (богиня)
Инпут (егип. inpwt) — в египетской мифологии богиня Дуата (место пребывания умерших). Её также называли Анпут, Инпеут и Инепут.

## Мифология
Инпут изображали в виде женщины с головой собаки. В XVII (Кинополисском) номе Верхнего Египта, носящем её имя, считалась женой Анубиса. Иногда почиталась как женская форма Анубиса.

## Титулы
Титулы богини Инпут:
- Мать света
- Госпожа святой земли
- Госпожа небес
- Матерь тьмы
- Госпожа магии
- Госпожа круга
- Госпожа света и тьмы
- Госпожа истины
- Та, кого короновали со звёздами
- Та, кто защищает
- Королева звёздного неба